# Ш̆
Ш̆, ш̆ (согласно Юникоду, Ш с краткой) — буква расширенной кириллицы, использовавшаяся в абхазском языке. Обозначала глухой постальвеолярный сибилянт /ʃ/, для которого сейчас используется диграф  Шь. Происходит от буквы Ш.

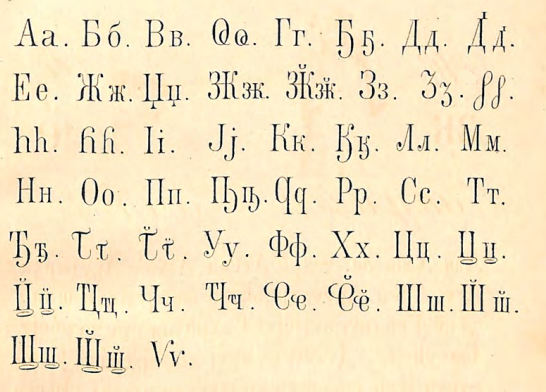
Абхазский алфавит Мачавариани и Гулиа 1892 года